# Oxyrhopus clathratus
Oxyrhopus clathratus är en ormart som beskrevs av Duméril, Bibron och Duméril 1854. Oxyrhopus clathratus ingår i släktet Oxyrhopus och familjen snokar. Inga underarter finns listade i Catalogue of Life.
Arten förekommer i södra Brasilien och i angränsande områden av norra Argentina. Honor lägger ägg.